# Кампумайоренсе
«Кампумайоренсе» (порт. Campomaiorense) — португальський футбольний клуб, який базується в місті Кампу-Майор, Португалія. Заснований у 1926 році. У сезоні 2011—2012 клуб піднявся до третього португальского дивізіону, але відмовився від участі в національних змаганнях через фінансові труднощі. Домашні матчі команда грала на стадіоні «Estádio Capitão César Correia».